# Theopont Diez
Theopont Diez (* 18. Februar 1908 in Radolfzell am Bodensee; † 19. Oktober 1993 in Singen (Hohentwiel)) war ein deutscher Jurist und Politiker (CDU).

## Familie
Theopont Diez war eines von 11 Kindern aus der Ehe des Landwirts, Reichstagsabgeordneten und Zentrumspolitikers Carl Diez (1877–1969) und Stefanie, geb. Vogler (1877–1961). Er war verheiratet mit Ilse, geb. von Riß (* 1911); aus der Ehe stammten zwei Kinder.

## Leben
Diez studierte von 1930 an Jura an den Universitäten in Freiburg im Üechtland, Berlin, München und Heidelberg. Seit seinen Berliner Studientagen war er Mitglied der katholischen Studentenverbindung KAV Suevia Berlin im CV, später 1974 mit Gründung der katholischen Studentenverbindung KDStV Bodensee Konstanz im CV an der jungen Konstanzer Universität auch deren Gründungsmitglied. Laut eigenen Angaben war er von März 1931 bis Sommer 1934 Gerichtsreferendar und machte sich im Anschluss daran als Rechtsanwalt in Singen am Hohentwiel selbständig. Diez engagierte sich im Windthorstbund und war wie sein Vater bis 1933 Mitglied der Zentrumspartei. Er wurde kein Mitglied der NSDAP, was ihn in der Zeit des Nationalsozialismus für eine weitere juristische Karriere im Staatsdienst ausschloss. Laut eigenen Angaben im Rahmen seines Spruchkammerverfahrens war er zur Ermöglichung seines juristischen Ausbildungsabschlusses von Juni bis Oktober 1933 Mitglied der SA geworden. Von Herbst 1934 bis 1945 war Diez außerdem Mitglied im Nationalsozialistischen Rechtswahrerbund. Mit Beginn des Westfeldzugs wurde er im Mai 1940 zur Wehrmacht eingezogen und war bis Kriegsende 1945 Soldat in einer Artillerieeinheit, zuletzt im Rang eines Leutnants.
Nach Beendigung seines Spruchkammerverfahrens, das ihn 1946 selbst als „Mitläufer“ („Sympathisant“) einstufte, vertrat Diez als Rechtsanwalt seinerseits die Belange von NS-Belasteten der Region bei deren Entnazifizierung; so beispielsweise im Falle des NS-Schriftstellers Ludwig Finckh oder des Radolfzeller Bürgermeisters August Kratt, für die Diez jeweils in Berufung ging. Von 1946 bis 1969 war Diez Oberbürgermeister der Stadt Singen (Hohentwiel) und Abgeordneter im Landtag von Baden-Württemberg von 1952 bis 1972. Der Landtag wählte ihn zum Mitglied der dritten Bundesversammlung, die 1959 Heinrich Lübke zum Bundespräsidenten wählte. Sein Spitzname war „der Löwe vom Hohentwiel“.
Er setzte sich maßgeblich für die Errichtung der Universität Konstanz ein. Als die Universität 1972 führungslos vor dem völligen Scheitern des Reformkonzepts stand, wurde er als Landesbeauftragter von Baden-Württemberg mit der Leitung der Universität betraut und führte sie als Staatskommissar in ruhigere Gewässer. Diez war wie Ministerpräsident Kurt Georg Kiesinger von einer gleichsam historischen Dimension des Projekts überzeugt; 500 Jahre seit der letzten Universitätsgründung im Südwesten. Als Präsident der Freunde der Universität Konstanz (ab 1996: Universitätsgesellschaft Konstanz) von 1974 bis 1986 arbeitete er an der Verzahnung der Union mit der Region. Diez war Ehrensenator der Universität Konstanz.
Als Freund von Otto Dix setzte sich Diez für den Singener Kunstverein ein und begründete die Singener Kunstsammlung.
1955 war er Mitinitiator bei der Gründung des Hegau-Geschichtsvereins.

## Ehrungen und Auszeichnungen
- Ehrensenator der Universität Konstanz[5]
- 1967: Großes Bundesverdienstkreuz des Verdienstordens der Bundesrepublik Deutschland
- 1973: Ernennung zum Ehrenbürger von Singen
- 1975: Verdienstmedaille des Landes Baden-Württemberg[6]
- „Theopont-Diez-Haus“ in Singen, Ekkehardstraße 68
- „Theopont-Diez-Straße“ in Singen

## Veröffentlichungen
- Theopont Diez: Walter Wiederhold 1885–1959. In: Verein für Geschichte des Hegaus (Hrsg.): Hegau. Zeitschrift für Geschichte, Volkskunde und Naturgeschichte des Gebietes zwischen Rhein, Donau und Bodensee. Nr. 8, 1959, S. 225–226.
- Theopont Diez: Dr. Bernhard Dietrich 1897–1961. In: Hegau. 11/12, 1961, S. 167–168.
- Theopont Diez u. a.: Das Zusammenwirken von Kirchen und Gemeinden in Sozial- und Jugendhilfe. Badenia-Verlag, Karlsruhe 1969 (= Veröffentlichungen der Katholischen Akademie der Erzdiözese Freiburg. Nr. 16).
- Theopont Diez (Hrsg.): Der Hegau. Landschaft zwischen Rhein, Donau und Bodensee. Im Auftrag des Schwarzwaldvereins und des Vereins für Geschichte des Hegaus.[7] 2., verb. Auflage. Rombach, Freiburg im Breisgau 1979, ISBN 3-7930-0249-7 (= Wanderbücher des Schwarzwaldvereins. Band 3).